# سیلسو
سیلسو (به انگلیسی: Silsoe) یک روستا و محله مدنی در بریتانیا است که در Central Bedfordshire واقع شده‌است. سیلسو ۱٬۷۲۹ نفر جمعیت دارد.